# Enchelycore schismatorhynchus
Enchelycore schismatorhynchus är en fiskart som först beskrevs av Pieter Bleeker, 1853.  Enchelycore schismatorhynchus ingår i släktet Enchelycore och familjen Muraenidae. IUCN kategoriserar arten globalt som livskraftig. Inga underarter finns listade i Catalogue of Life.